# سلمان خان
سلمان سلیم عبدالرشید خان (زادهٔ ۲۷ دسامبر ۱۹۶۵) بازیگر و تهیه‌کنندهٔ هندی است که در فیلم‌های هندی‌زبان فعالیت می‌کند. او در طول سه دهه فعالیت خود افتخارات گوناگونی از جملهٔ دو جایزهٔ ملی فیلم و دو جایزهٔ فیلم‌فِیر دریافت کرده است. در رسانه‌ها از او به عنوان یکی از موفق‌ترین بازیگران از لحاظ تجاری سینمای هند یاد می‌شود. نام او در سال‌های ۲۰۱۵ و ۲۰۱۸ از سوی فوربز در رتبه‌بندی‌های سلبریتی‌ها با بیشترین دستمزد در جهان قرار گرفت و در سال ۲۰۱۸ دارندهٔ بیشترین دستمزد در میان هندی‌ها بود.
سلمان خان حرفهٔ بازیگری خود را با بازی در نقش مکمل فیلم یک همسر باید مثل این باشد (۱۹۸۸) آغاز کرد و سپس نقش اصلی فیلم من عاشق شدم (۱۹۸۹) را بر عهدهٔ داشت. او این روند را در دههٔ ۱۹۹۰ با نقش‌هایی در درام عاشقانهٔ من برای تو چه کسی هستم؟ (۱۹۹۴)، کمدی اکشن هر کسی سبک خود را دارد (۱۹۹۴)، تریلر اکشن کاران آرجون (۱۹۹۵)، کمدی همسر شماره ۱ (۱۹۹۹) و درام خانوادگی ما با هم هستیم (۱۹۹۹) ادامه داد. در پی یک دورهٔ کوتاه از افول در دههٔ ۲۰۰۰، خان در دههٔ ۲۰۱۰ با بازی در نقش اصلی فیلم‌های اکشن موفقی مانند نترس (۲۰۱۰)، آماده (۲۰۱۱)، زمانی تایگر وجود داشت (۲۰۱۲)، لگد (۲۰۱۴)، سلطان (۲۰۱۶) و تایگر زنده است (۲۰۱۷) به شهرت بیشتری رسید. خان در ۱۰ تا از پرفروش‌ترین فیلم‌های هندی‌زبان سال بازی کرده که در سینمای هند بالاترین تعداد حضور است.
خان علاوه بر حرفهٔ بازیگری، مجری تلویزیونی است و از طریق مؤسسهٔ خیریهٔ خود، انسان بودن، به ترویج اهداف بشردوستانه می‌پردازد. او همچنین از سال ۲۰۱۰ به عنوان مجری در برنامهٔ رئالیتی شو بیگ باس فعالیت دارد. زندگی خارج از سینمای خان با جنجال‌ها و مشکلات حقوقی همراه بوده است. او در سال ۲۰۱۵ به دلیل بی‌ احتیاطی در رانندگی که طی آن پنج نفر را با ماشین خود زیر گرفت و یک نفر را کشت، به قتل غیرعمد محکوم شد اما محکومیت او در دادگاه تجدید نظر لغو شد. در ۵ آوریل ۲۰۱۸، خان در پروندهٔ شکار غیرقانونی سیاه‌کل مجرم و به پنج سال زندان محکوم شد. او در حال حاضر با وثیقه آزاد است و درخواست تجدید نظر در حال رسیدگی است.

## اوایل زندگی

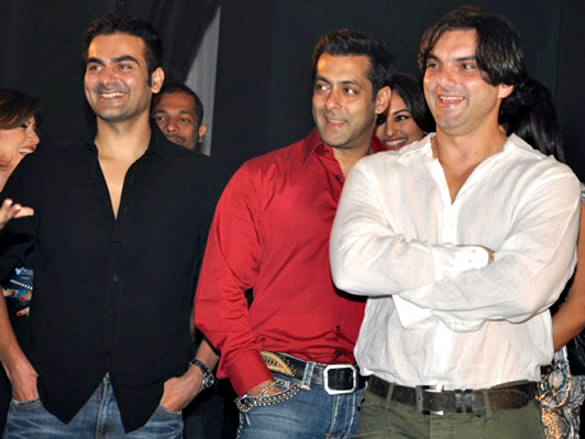
خان با برادرانش ارباز خان (چپ) و سهیل خان (راست)

سلمان خان پسر بزرگ نویسنده، سلیم خان، است و مادرش که همسر اول پدرش است سلما خان نام دارد. پدربزرگ پدریش از پشتون‌های افغانستان بوده است که به هند عزیمت کرده و در آنجا و در مدیا پرادش سکنی گزیده است و مادرش هندو است.
سلمان خان خودش یکبار گفته است که دورگه مسلمان–هندو است. نامادریش هلن نام دارد که قبلاً هنرپیشه بوده و با خود سلمان در چند فیلم بازی کرده است و خوش درخشیده است. دو برادر دیگرش، ارباز خان و سهیل خان، و دو خواهرش، آلویرا و آرپیتا، نام دارند. آلویرا با یک هنرپیشه و کارگردان با نام آتل آگنی هوتری ازدواج نمود. سلمان خان تحصیلات خود را در دبیرستان St. Stainlaus High School در بندر مومبایی به پایان رسانید و برادران کوچکترش، ارباز و سهیل، هم از همین مدرسه فارغ‌التحصیل شدند. قبل از آن سلمان با برادر کوچکترش یعنی ارباز طی چند سال در مدرسه Scindia School در Gwalior درس می‌خواندند. او نه تنها در هند بلکه در دنیا محبوب و مشهور می‌باشد. وی در فعالیت های خیریه به شدت فعال است و در زمینه های خیریه همیشه پیش قدم می‌باشد.

## فیلم‌شناسی
- یک همسر باید مثل این باشد (۱۹۸۸)
- دوست دارم (۱۹۸۹)
- باغی (۱۹۹۰)
- عشق بی‌وفا (۱۹۹۱)
- گل سنگ (۱۹۹۱)
- قربانی (۱۹۹۱)
- عشق (۱۹۹۱)
- محبوب (۱۹۹۱)
- سوریاوانشی (۱۹۹۲)
- یک پسر یک دختر (۱۹۹۲)
- ناجی (۱۹۹۲)
- هدف (۱۹۹۲)
- دختری از ماه (۱۹۹۳)
- دلدار عاشق (۱۹۹۳)
- هر کسی سبک خود را دارد (۱۹۹۴)
- من برای تو چه کسی هستم؟ (۱۹۹۴)
- تکه‌ای از ماه (۱۹۹۴)
- عشق سنگدل (۱۹۹۴)
- مرگ با شجاعت (۱۹۹۵)
- کاران آرجون (۱۹۹۵)
- گرداب احساسات (۱۹۹۶)
- سکوت: موزیکال (۱۹۹۶)
- پیروزی (۱۹۹۶)
- دشمنان دنیا (۱۹۹۶)
- دوقلوها (۱۹۹۷)
- آزار (۱۹۹۷)
- دیوانه مستانه (۱۹۹۷)
- وقتی عشق برای کسی اتفاق می‌افتد (۱۹۹۸)
- عاشق شدی نترس (۱۹۹۸)
- پیوند (۱۹۹۸)
- داره یه اتفاقایی میفته (۱۹۹۸)
- فقط تو (۱۹۹۹)
- جان من قبول کن (۱۹۹۹)
- دلدادگان (۱۹۹۹)
- ما با هم هستیم (۱۹۹۹)
- سلام برادر (۱۹۹۹)
- همسر شماره ۱ (۱۹۹۹)
- عروس را با خود خواهم برد (۲۰۰۰)
- برادر من (۲۰۰۰)
- هر دلی که عاشق بشه (۲۰۰۰)
- دو و نیم نامه عاشقانه (۲۰۰۰)
- آهسته و مخفیانه (۲۰۰۱)
- من مال تو هستم، عزیزم (۲۰۰۲)
- این جادو است (۲۰۰۲)
- یه وقت عاشق نشی (۲۰۰۲)
- فراموشی (۲۰۰۲)
- عشق در تایمز اسکوئر (۲۰۰۳)
- به نام تو (۲۰۰۳)
- باغبان (۲۰۰۳)
- افتخار (۲۰۰۴)
- با من ازدواج می‌کنی؟ (۲۰۰۴)
- دوباره همدیگر را خواهیم دید (۲۰۰۴)
- آنچه دل بخواهد (۲۰۰۴)
- خوش شانس (۲۰۰۵)
- چرا من دوست دارم؟ (۲۰۰۵)
- ورود ممنوع (۲۰۰۵)
- برای اینکه (۲۰۰۵)
- ازدواج کردم گیر افتادم (۲۰۰۵)
- ساوان....فصل عاشقی (۲۰۰۶)
- بابل (۲۰۰۶)
- جان من (۲۰۰۶)
- شریک (۲۰۰۷)
- ماریگولد (۲۰۰۷)
- سلام بر عشق (۲۰۰۷)
- عشق من (۲۰۰۷)
- خدایا، بنازم به عظمتت (۲۰۰۸)
- سلام (۲۰۰۸)
- یووراج (۲۰۰۸)
- قهرمانان (۲۰۰۸)
- تحت تعقیب (۲۰۰۹)
- من و خانم خانا (۲۰۰۹)
- رؤیاهای لندن (۲۰۰۹)
- ویر (۲۰۱۰)
- تیز مار خان (۲۰۱۰)-حضور افتخاری
- نترس (۲۰۱۰)
- بادیگارد (۲۰۱۱)
- آماده (۲۰۱۱)
- پسر سردار (۲۰۱۲)-حضور افتخاری
- زمانی ببری وجود داشت (۲۰۱۲)
- نترس ۲ (۲۰۱۲)
- لگد (۲۰۱۴)
- جی هو (۲۰۱۴)
- برادر باجرانگی (۲۰۱۵)
- گنجینه‌ای به نام عشق پیدا کرد (۲۰۱۵)
- سلطان (۲۰۱۶)
- هانومان (۲۰۱۷)-انیمیشن
- تیوبلایت (۲۰۱۷)
- تایگر زنده است (۲۰۱۷)
- دوقلوها ۲ (۲۰۱۷)-حضور افتخاری
- مسابقه ۳ (۲۰۱۸)
- دیوانه روانی عاشق ۳ (۲۰۱۸)
- زیرو (۲۰۱۸)-حضور افتخاری
- دفترچه خاطرات (۲۰۱۹)
- بهارات (۲۰۱۹)
- نترس ۳ (۲۰۱۹)
- کاغذ (۲۰۲۱)
- رادهه (۲۰۲۱)
- پایان: حقیقت نهایی (۲۰۲۱)
- لال سینگ چادا (۲۰۲۲)
- پدرخوانده (۲۰۲۲)
- گاهی عید گاهی دیوالی (۲۰۲۳)
- تایگر ۳ (۲۰۲۳) (عشق  کسی  برادر کسی ۲۰۲۴ )  فیلم سکندر2025

## حرفه

### دهه ۸۰
سلمان خان اولین فعالیت خود را در سال ۱۹۸۸ در نقش مکمل در فیلم "بیوی هو تو ایسی" آغاز کرد. اولین نقش اصلی او، مربوط به فیلم عاشقانه سورج برجاتیا با عنوان" منه پیار کیاً بود که در سال ۱۹۸۹ ساخته شد. این فیلم یکی از پرفروشترین فیلم‌های تاریخ هند به‌شمار می‌رود. سلمان در این فیلم توانست جایزه Filmfare برای بهترین بازیگر مرد تازه‌وارد را به‌دست آورد. بعدها، این فیلم به زبان انگلیسی، با اسم" زمانی که عشق صدا می‌کند(Love Calls) " ترجمه شد و یک نسخه ۱۲۵ دقیقه‌ای آن، بزرگترین موفقیت در بازار کارائیب در گویان بود، و همچنین، باکس آفیس ترینیداد و توباگو را تحت تأثیر و سلطه خود قرار داد. همچنین فیلم به زبان اسپانیایی نیز دوبله شد که اولین آزمایش دوبله شده، در نوع خود است. این فیلم ۱۲۵ دقیقه‌ای نیز، از طریق اجرای برتر در ۱۰ هفته، در لیما، پایتخت پرو، موفقیت خود را به اثبات رساند. همچنین، به زبان تامیل، به عنوان Kaadhal Oru Kavithai و در زبان مالایایی، به عنوان Ina Praavukal، دوبله شد. این فیلم آغاز و شروعی بود برای موفقیت فیلم‌های هندی در خارج از کشور که با فیلم"هم اپکه" این روند ادامه پیدا کرد.

### دهه ۹۰
در سال ۱۹۹۰، سلمان در فیلم «باقی» بسیار خوب درخشید. این فیلم فروش خوبی در گیشه داشت و در سال ۱۹۹۱ نیز همراه با سانجی دات و مادوری در فیلم زیبای «ساجن» ظاهر شد که این فیلم توانست در باکس افیس خوب عمل کند و پر فروش‌ترین فیلم سال ۹۱ نیز لقب گرفت علی‌رغم این موفقیت‌های اولیه، تمامی فیلم‌هایی که طی سال‌های ۱۹۹۲ تا ۱۹۹۳ بازی کرد در گیشه فروش خوبی نداشت.
در سال ۱۹۹۴ بود که سلمان مجدداً" با سورج در فیلم "هم آپ که هه کون" خوش درخشید و به همراه مادوری به موفقیت فوق‌العاده‌ای رسیدند و درآمدی بیش از ۱۳۵ کرور (۲۴٫۵۷میلیون دلار آمریکا) کسب کرد. این فیلم نه تنها بزرگ‌ترین موفقیت آن سال بود بلکه یکی از پرفروشترین فیلم‌های بالیوود محسوب گردید و تا هفت سال پر فروش‌ترین فیلم تاریخ بالیوود حساب می‌شد. در جایزه فصلی سال ۱۹۹۵، این فیلم موفق به کسب ۵ جایزه فیلم برتر، و همچنین موفق به کسب جایزه ملی برای محبوب‌ترین فیلم سال، شد. این فیلم تمام رکوردهای قبلی را شکست و رکورد خود را به عنوان یکی از پرفروش‌ترین فیلم‌های بالیوود در طول تاریخ را به مدت ۷ سال حفظ کرد و در خارج نیز اولین ال تایم بلاک باستر ان زمان لقب گرفت و توانست بالیوود را وارد مرحله جدیدی بکند و از نظر باکس افیس دهه ۹۰ به دو مرحله تقسیم می‌شود یکی قبل از اکران این فیلم و دیگری بعد از ان زیرا از بعد از اکران این فیلم بالیوود کاملاً از نظر فروش متحول شد و وارد مرحله جدیدی شد.
در سال ۱۹۹۵، سلمان در فیلم کاران آرجون به کارگردانی راکش روشن پهلو به پهلوی شاهرخ خان خوش درخشید. فیلم در مورد دو برادر بود که بعد از کشته شدن توسط دشمنان خانوادگی، تجسم جدیدی از زندگی پیدا کرده بودند. این فیلم دومین موفقیت بزرگ سلمان در آن سال بود و نقش او موجب شد تا مجدداً نامش بر سر زبان‌ها بیفتد و کاندید بهترین بازیگر مرد ان سال نیز شد.
در سال ۱۹۹۶، سلمان در دو فیلم بازی کرد یکی فیلم «خاموشی» به کارگردانی Sanjay Leela Bhansali که فروش ناموفقی در گیشه داشت اما نقدهای مثبت زیادی را دریافت کرد و هم چنین فیلم «جیت» که دومین فیلم پر فروش اون سال لقب گرفت.
سلمان همچنین در دو فیلم دیگر در سال ۱۹۹۷ بازی کرد به نام‌های «جوروا» و «آزار» که یکی کمدی بود و توسط دیوید داوان کارگردانی شد و سلمان نقش دوگانه دوقلوهایی را بازی می‌کرد که از بدو تولد از هم جدا شده بودند و دیگری یک فیلم اکشن بود که توانست در گیشه خوب عمل کند.
در سال ۱۹۹۸، سلمان در پنج فیلم مختلف بازی کرد. اولین فیلم او یک فیلم کمدی عاشقانه به نام «پیار کیا تو درنا کیا» بود که نقش مقابل او را کاجول بر عهده داشت. این فیلم یکی از بزرگ‌ترین موفقیت‌ترین فیلم‌های ان سال در باکس افیس محسوب می‌شود. این موفقیت تا حدودی با درام «جب پیار کیسی سه هوتاهه» تداوم یافت. سلمان خان نقش مرد جوانی را بازی کرد که کودکی را به فرزندی قبول کرده بود و مسئولیت آن را پذیرفته بود و ادعا می‌کرد که فرزندش است. بازی سلمان در این فیلم موجب گشت تا نکات مثبتی برای وی به همراه داشته باشد و انتقادات مثبتی را نیز از طرف منتقدان ایجاد نماید. وی این سال را با بازی در فیلم داره یه اتفاقایی میفته تکمیل کرد که کارگردان آن کارن جوهر بود. سلمان با بازی در این فیلم توانست جایزه بهترین بازیگر نقش مکمل مرد را دریافت کند.
در سال ۱۹۹۹، سلمان خان در سه فیلم به نام‌های "هم سات سات هه" و "هم دل دچوکه صنم" و " بیوی نامبر وان " بازی کرد که در فیلم "بیوی نامبر وان " نقش روبروی سلمان خان بر عهده کاریشما کاپور بود و توانستند دومین فیلم پر فروش سال را رقم بزنند و همراه با کاگردان معروف سورج و یک تیم از بازیگران بزرگ نیز توانست با فیلم"هم سات سات هه" پر فروش‌ترین فیلم سال را به دست آورد و همچنین برای فیلم "هم دل دچوکه صنم" توانست کاندید بهترین بازیگر مرد در جشنواره فیلم فیر شود.

### دهه ۲۰۰۰
در سال ۲۰۰۰، سلمان خان در فیلم‌های «هر دیل جو پیار کرگا» و «چوری چوری چوبکه چوبکه» بازی کرد. موضوع فیلم دوم در مورد زایمان میانجی بود. سلمان در این فیلم نقش یک مرد صنعتگر ثروتمند را بازی می‌کرد که پس از ناباروری همسرش از یک مادر میانجی بهره گرفت. انتقاداتی به نقش پیچیده و عجیب او در این فیلم شکل گرفت و گزارش زیادی ایجاد شد که این نقش با دیگر نقش‌های قبلی او تفاوت زیادی دارد و اعتراضات زیادی به فیلم شد به‌طوری‌که حتی نسخه قاچاق فیلم در حالی که فیلم روی پرده بود منتشر شد و در کل فیلم از تمام جوایز جشنواره‌ها حذف شد و سینماها نیز کاهش پیدا کردند.
در سال ۲۰۰۲، با یک وقفه، در فیلم "هم تومهار هه صنم " درخشید. او در سال ۲۰۰۳ در فیلم "تره نام" بازی کرد و در مورد بازی وی، تاران چنین بیان داشت: سلمان خان در نقشی که داشت استثنایی ظاهر شد و کاملاً با آن نقش سازگاری داشت. او در سکانسهایی که پر از تشویش و نگرانی بود خوب ظاهر شد. او نقش فرد شکننده و حساسی را بازی کرد که وضعیت نامناسبی داشت. طغیان‌های احساسی او عالی هستند.
همین مسئله باعث گردید تا فیلم مذکور در گیشه فروش خوبی داشته باشد. وی همچنین در کمدی‌هایی چون "موجسه شادی کروگی" در سال ۲۰۰۴ و "نو انتری" در سال ۲۰۰۵ شرکت داشت و در سال ۲۰۰۶ در دو فیلم "جان من" و "بابل" بازی کرد.

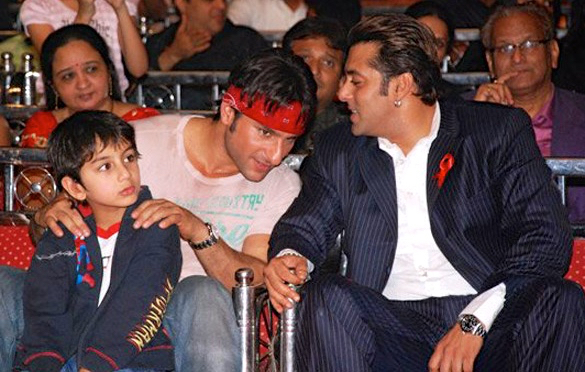
خان (راست) با سیف علی خان در رویدادی برای روز جهانی ایدز در ۲۰۰۷

سلمان خان سال ۲۰۰۷ را با فیلم "سلام عشق" شروع کرد که در داخل هند نتوانست زیاد موفق عمل کند ولی در خارج از هند استقبال خوبی از فیلم شد. فیلم بعدی او "پارتنر" بود که فروش خوبی در گیشه داشت و توانست بلاک باستر شود. وی سپس در فیلم هالیوودی با نام Marigold ظاهر شد که داستان عشقی یک مرد هندی با یک زن آمریکایی بود.
سلمان خان مجری فصل دوم برنامه تلویزیونی "داس کا دام " در سال ۲۰۰۹ شد که به مراتب موفق تر از فصل اول که در سال ۲۰۰۸ انجام گرفت ظاهر شد این برنامه تلویزیونی برای Sony Entertainment Television بوده و TRPهای بالایی را به خود اختصاص داد و بر اساس گزارش‌ها، این برنامه به Sony TV کمک کرد تا در رتبه‌بندی تلویزیون هند به جایگاه سوم دست پیدا کند. اولین فیلم سلمان در سال ۲۰۰۹ فیلم "وانتد" نام داشت که توسط Prabhu Deva کارگردانی شد که توانست دومین فیلم پر فروش سال ۲۰۰۹ لقب بگیرد و با فروش نود کروری خود توانست لقب سوپر هیت را به دست آورد. در همان سال، سلمان در دو فیلم دیگر ظاهر شد به نام‌های لندن دریمز و آقا و خانم کانا که لندن دریمز چندان فروش خوبی نداشت و Main Aurr Mrs Khanna در سرتاسر ۲۱ کرور (۲۱۰ میلیون) کسب کرد.

### دهه ۲۰۱۰
اولین فیلم منتشر شده سلمان خان در سال ۲۰۱۰، فیلمی از انیل شرما با نام «ویر» است که از لحاظ تجاری و انتقادی در هند ناموفق بود. فیلم بعدی سلمان خان، «دبنگ» بود که توسط برادر سلمان خان ارباز تولید شد و در دهم سپتامبر ۲۰۱۰ پخش شد. این فیلم توانست رکورد فروش در گیشه را بشکند. به خاطر بازی مناسب سلمان خان در این فیلم، وی توانست جایزه Star Screen را برای بهترین بازیگر و جایزه Stardust Award برای بهترین بازیگر سال، دریافت کند و برای ششمین بار کاندید جایزه فیلم فیر برای بهترین بازیگر شد.
آنوپام چوپرا از NDTV دربارهٔ بازی سلمان خان می‌نویسد: این نفش، نقش تمام عمر است و سلمان خان همچون یک مرد گرسنه آن را بلعید. او به خوبی در این نقش جایگزین شد، با آن وفق پیدا کرد و با آن زندگی کرد.
این فیلم به‌طور کلی، بررسی مثبت را به همراه داشت و پس از انتشار، چندین رکورد در باکس آفیس را شکست. این فیلم، یک رکورد دیگر در باکس آفیس بجا گذاشت و درآمدی در حدود ۸۰٫۸۷ کرور در هفته اول به‌دست‌آورد و در نتیجه، به بالاترین رکورد فروش در هفته اول سینمای بالیوود تبدیل شد و از رکورد قبلی خود پیشی گرفت. «دبنگ» درآمد ناخالصی در حدود ۲۱۵ کرور، در سراسر جهان و باکس آفیس کسب کرد و باکس آفیس هند، آن را به عنوان یک بمب دارای قدرت تخریبی تمام وقت، اعلام کرد و فیلم ال تایم بلاک باستر لقب گرفت. این فیلم پرفروش‌ترین فیلم سال ۲۰۱۰ بالیوود بود که با حساب زمان حال چهارمین فیلم پرفروش بالیوود در تمام دوران، است. این فیلم بعدها به زبان تامیل و تلوگو بازسازی شد.
اولین فیلم منتشر شده خان در سال ۲۰۱۱، فیلمی به نام " ردی " بود. اولین سکانس این فیلم در ۵ آوریل ۲۰۱۱ پرده برداری شد، در حالی که تریلر آن، در تاریخ ۱۵ آوریل ۲۰۱۱ منتشر شد. این فیلم در تاریخ ۳ ژوئن ۲۰۱۱ منتشر شد. پس از انتشار، این فیلم، دومین فیلم پرفروش روز افتتاحیه، و همچنین به عنوان دومین فیلم پرفروش آخر هفته بالیوود، پس از "دبنگ" تبدیل شد. همچنین، رکورد دومین فیلم پرفروش بالیوود در سال ۲۰۱۱ و سومین فیلم پرفروش بالیوود که تاکنون پخش شده بود را به دست آورد که بعداً به رتبه چهارم نزول کرد. این فیلم چندین رکورد باکس آفیس را شکست و به عنوان چهارمین فیلم پرفروش بالیوود در تمام دوران، رکورد خود را ثبت کرد.
سپس سلمان در فیلم "بادیگارد" ظاهر شد. پس از انتشار، فیلم، با فروش خوبش توانست به لقب ال تایم بلاک باستر برسد و با عملکرد خان و دریافت نظر مساعد منتقدان، در نتیجه، آن را به دومین فیلم پرفروش بالیوود در آن زمان، تبدیل کرد. این فیلم سومین فیلم پرفروش بالیوود در سال ۲۰۱۲ شد. برای عملکردش در فیلم "بادیگارد"، خان جایزه استارد را به عنوان ستاره سال مرد، دریافت کرد. (و برای هفتمین بار، نامزد بهترین بازیگر نقش اول مرد شد)
انتشار اولین فیلم سلمان خان در سال ۲۰۱۲، فیلم «اک تا تایگر»، بود؛ که بعد از تکمیل فیلم‌نامه پیش تولید این فیلم در نیمه دوم سال ۲۰۱۰ آغاز شد. اصول عکاسی آن در سپتامبر ۲۰۱۱، آغاز و در ژوئن ۲۰۱۲ به پایان رسید. این فیلم در پنج کشور در سه قاره متفاوت فیلمبرداری شد که خود یک رکورد محسوب می‌شود. در ابتدا، برای انتشار در ژوئن ۲۰۱۲ برنامه‌ریزی شده بود، اما این فیلم با تأخیر مواجه و در تاریخ ۱۵ اوت ۲۰۱۲، هم‌زمان با روز استقلال هند، پخش شد. این فیلم، واکنش‌های مثبت مختلفی از منتقدان را به‌دست‌آورد. این فیلم در ادامه، به دومین فیلم پرفروش بالیوود، با درآمد ناخالص بیش از ۳۰۰ کرور (۵۴٫۶ میلیون دلار آمریکا) در سراسر جهان، تبدیل شد و خود را به عنوان اولین همکاری سلمان با یاش راج معرفی کرد که موفق‌ترین فیلم این شرکت نیز حساب می‌شود. پس از انتشار، این فیلم، چندین رکورد مختلف را ثبت کرد. رکورد اولین فیلم پرفروش در روز اول را با درآمدی در حدود ۳۲٫۹۲ کرور را ثبت کرد و به این ترتیب، به عنوان پرفروش‌ترین فیلم در روز اول، در تاریخ سینمای هند و بزرگ‌ترین مجموعه در یک روز را به خود اختصاص داد. این فیلم همچنین، رکورد افتتاحیه آخر هفته پرفروش را بخود اختصاص داد (سه روز اول انتشار) (هفت روز اول انتشار). این فیلم همچنین، به عنوان پرفروشترین فیلم تاریخ سینما در ماه اوت انتخاب شد. با اکتساب ۳۰۷ کرور در سراسر جهان، این فیلم به دومین فیلم پرفروش بالیوود در تمام دوران تبدیل شد.
دومین فیلم منتشر شده سلمان خان در سال ۲۰۱۲، "دبنگ ۲" است که دنباله "دبنگ"، با تولید ارباز خان بود. "دبنگ۲"، یک افتتاحیه بسیار خوب داشت و در نمایش تکی، عملکرد فوق‌العاده‌ای داشت. این فیلم، در روز افتتاح خود، درآمدی در حدود ۱۹٫۲۱ کرور (۳٫۵ میلیون دلار آمریکا) کسب کرد و به بزرگ‌ترین فیلم غیر تعطیلات آخر هفته در هند تبدیل شد.
سلمان در سال ۲۰۱۳ هیچ فیلمی رو برای اکران نداشت و سال ۲۰۱۳ رو ترجیح داد استراحت کند؛ و در ادمه درسال۲۰۱۴ در فیلم «جی هو» و «کیک» به ایفای نقش پرداخت که هر دو فیلم کیک و جی هو با فروش خوبی همراه شدند.
فیلم کیک فروشی بالغ بر ۲۵۰ کرور و جی هو نیز فروشی نزدیک به ۱۷۰ کرور داشت. در سال ۲۰۱۵ در فیلم «باجرنگی بایجان» به همراه کارینا کاپور در آن به ایفای نقش پرداخت. این فیلم دومین فیلمی بود که کبیر خان کارگردان فیلم‌های سلمان خان را بر عهده داشت. این فیلم در چندین کشور جهان اکران شده است و حتی در سال ۲۰۱۸ بعد از ۳ سال در سینماهای چین به روی پردهٔ سینماها رفت. این فیلم اولین فیلم ۳۰۰ کروری خان بود. در ادامه سلمان فیلم عاشقانه «پریم راتان دن پایو» را داشت ولی نتوانست به فروش ۳۰۰ کرور برسد برخی دلیل اصلی این مسئله را عاشقانه شهارخ خان و کاجول (دیلواله) می‌دانند که آن هم در گیشه بسیار عالی عمل کرد. در سال ۲۰۱۶ تنها سلمان یک فیلم را در کارنامه کاری خود دارد و آن فیلم «سلطان» است این فیلم در شرکت یاش راج فیلم ساخت این فیلم دومین همکاری با یاش راج است و کارگردانی این فیلم را علی عباس ظفر بر عهده داشت، سلطان دومین فیلم ۳۰۰ کروری خان بود که قبل از باجرنگی بایجان در چین به روی پرد سینماها رفت. سلمان در این فیلم نقش یک ورزشکار را بر عهده داشت و برای این فیلم کلی وزن کم و زیاد کرد. فیلم سلطان سلمان خان یکی از فیلم‌های پر فروش بالیوود است. لقب این فیلم blockbuster است.
در سال ۲۰۱۷ سلمان خان با بازی در فیلم تیوبلایت ظاهر شد. تیوبلایت که طرفدارانش انتظارات زیادی داشتن که عملی نشد. این فیلم به کارگردانی کبیرخان و بازیگری سهیل خان بود؛ و فروش متوسطی داشت. این فیلم افتتاحیه خوبی داشت اما رفته رفته بیننده‌ها کم‌تر شود؛ و در نهایت با ۱۲۱ میلیون کرور تبدیل شد. لقب این فیلم در سایتهای هندی زیر متوسط می‌باشد.
سلمان خان دلیل خوب عمل نکردن تیوبلایت در گیشه را اینگونه بیان کرد:مشکل تاریخ اکران فیلم بود مردم در روز عید به سینماها می‌آیند تا فیلم شاد ببینند و خوشحال شوند. نه اینکه بیایند و با دیدن فیلمی احساسی مثل تیوبلایت گریه کنند. من به عوامل فیلم گفتم تاریخ اکران را تغیر دهند ولی کسی به من گوش نکرد و نتیجه‌اش این شد.
خان بعد از تیوبلایت سراغ تایگر زنده است رفت. این فیلم در کریسمس ۲۰۱۷ روی پرده سینما رفت و رکورد بهترین فروش سال را رقم زد. در نخستین روز اکرانش رکورد پرفروش‌ترین آغاز روز غیر تعطیل کل بالیوود را شکست؛ و به تنهای صاحب این لقب شد. وی اولین بازیگری است که دارای سه فیلم ۳۰۰ کروری (باجرنگی بایجان و سلطان و تایگر زنده است) هست. تایگر زنده است در حال حاضر پرفروش‌ترین فیلم خان و سومین فیلم پرفروش هند است. این فیلم به کارگردانی عباس علی ظفر بود. وی در این فیلم نقش یک مأمور را بازی می‌کند که در دل داعش می‌رود؛ و به کمک همسرش زویا ۲۵ اسیر پرستار هندی را نجات می‌دهد. این دومین همکاری سلمان خان با عباس علی ظفر خان بود. لقب این فیلم در سایتهای هندی blockbuster می‌باشد.
بعد از تایگر زنده است سلمان به سراغ فیلم مسابقه ۳ رفت، این فیلم که رمو دسوزا کارگردانی آن را به عهده داشت علی‌رغم پر ستاره بودن فیلم مانند تیوبلایت افتتاحیه ای عالی داشت ولی رفته رفته از بینندگان آن کم شد و این فیلم هم با فروشی حدود ۱۷۰ کرور به کار خود پایان داد. و این راهم باید گفت که این فیلم با فروش خود از جمع فروش دوسری قبلی خود بیشتر فروش داشت که البته باز هم یک شکست تجاری محسوب می‌شد.
خان دهه دوم قرن ۲۱ را با دو فیلم بهارات و دبنگ ۳ به اتمام رساند، بهارات در تاریخ ۵ ژوئن ۲۰۱۹ یعنی در روز عید فطر اکران و با استقبال خوب مردم رو به رو شد. فیلم دبنگ ۳ نیز در ۲۰ دسامبر سال ۲۰۱۹ روی پرده رفت. نظر منتقدان نسبت به دبنگ ۳ اکثراً منفی بود.

## زندگی شخصی
او در آپارتمانی در مومبای بندرا زندگی می‌کند. او همچنین ۱۵۰ جریب زمین در پانول دارد که دارای سه خانه ویلایی، استخر و سالن ورزشی است.
سلمان در سال ۱۹۹۹، رابطه با هنرپیشه زن بالیوود آیشواریا رای را آغاز کرد و اما در سال ۲۰۰۱ از هم جدا شدند. او در سال ۲۰۰۵ وارد رابطه با کاترینا کایف و رابطه بین آن‌ها در سال ۲۰۱۰ تمام شد.
از سال ۲۰۱۲ سلمان با مجری و مدل رومانیایی، یولیا وانتور رابطه دارد.
او همچنین در طی مدت حرفه بازیگری به فعالیت‌های انسان دوستانه و خیریه پرداخته است. در ۱۱ اکتبر ۲۰۰۷، سلمان خان از طرف موزه Madame Tussaud پیشنهادی دریافت کرد تا نمونه‌ای از پیکره مومی با طرح خود او را ارائه دهد. در ۱۵ ژانویه سال ۲۰۰۸ بود که پیکره مومی شکلی از سلمان خان در این موزه نصب گردید. وی چهارمین بازیگر و هنرپیشه هندی است که پیکره مومی شکل وی در موزه دارد.

### ماجرای تصادف و محکومیت به پنج سال زندان
در سال ۲۰۱۵ میلادی، دادگاهی در هند سلمان خان، ستاره سینمای بالیوود را به جرم کشتن یک مرد بی‌خانمان در جریان یک تصادف رانندگی در سال ۲۰۰۲ به پنج سال حبس محکوم کرد. سلمان خان متهم بود که در سال ۲۰۰۲ در مومبای (بمبئی) پس از زیر گرفتن پنج بی‌خانمان از صحنه گریخته است.

### ماجرای شکار غیرقانونی گونه حفاظت‌شده از نوعی آهوی کمیاب
در سال ۲۰۱۶ او به خاطر شکار غیرقانونی در سال ۱۹۹۸ مورد محاکمه قرار گرفت و تبرئه شد.
اما در سال ۲۰۱۸ سلمان خان به خطر شکار غیرقانونی چند راس آهوی کمیاب حفاظت‌شده که در سال ۱۹۹۸ که در پشت صحنه فیلم ما با هم هستیم در ایالت گجرات هند انجام داده بود، مجرم شناخته شد. در دادگاه بدوی او را به دلیل شکار غیرقانونی این نوع نادر از آهو به ۵ سال زندان و پرداخت ۱۰ هزار روپیه (۱۵۴ دلار) محکوم کرد. در این دادگاه همچنین چهار بازیگر دیگر به اتهام مشارکت در کشتار این جانوران تحت پیگرد قرار گرفتند.
دادگاه به سلمان خان اجازه داد تا علیه حکم صادره درخواست تجدید نظر بدهد اما به گفته خبرنگاران او حداقل باید چند روزی را در زندان بگذراند.
در حالی که دیگر بازیگران همراه او شامل سیف علی خان، سونالی، تابو و نیلام کوتاری بی‌گناه شناخته شده‌اند، یک انجمن حمایت از جانوران اعلام کرد که قصد دارد دادخواستی برای مجرم شناخته‌شدن آن‌ها نیز ارائه کند. او چند روز بعد با قید وثیقه آزاد شد.

## بشردوستی

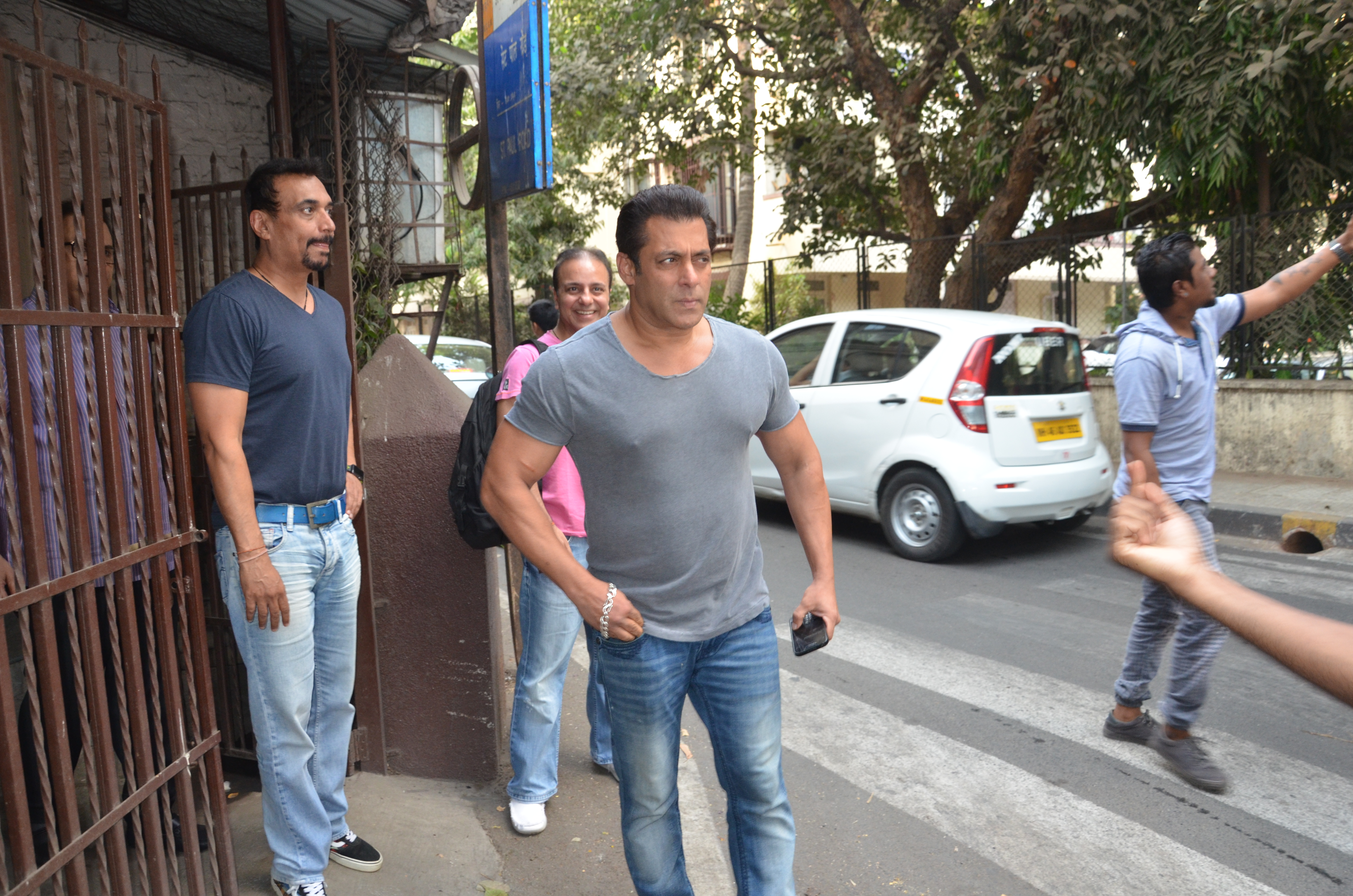

سلمان خان در طول حرفه خود در چندین مؤسسه خیریه مشارکت داشته است. او یک NGO به نام Being Human (انسان بودن) را بنیان‌گذاری کرد که تی شرت و سایر محصولات را به‌طور آن لاین و از مغازه‌ها به فروش می‌رساند؛ که تمام درآمد حاصل از فروش تی شرت‌ها، صرف هدف ارزشمند حمایت از افراد محروم خواهد شد. مؤسسه Being Human یک انجمن خیریه به ثبت رسیده است که توسط سلمان خان برپا شده تا به رفاه محرومان کمک کند. اوایل شکل‌گیری این انجمن، سلمان خان با پول خودش این بنیاد را ایجاد و هزینه آن را تأمین کرد.
او در سال ۲۰۱۱، شرکت تولیدی خود به نام محصولات SKBH را راه‌اندازی کرد. (Salman Khan Being Human Productions). پولی که از راه تهیه فیلم به‌دست می‌آید به مؤسسه Being Human اهدا خواهد شد. نخستین فیلم ساخته شده تحت این عنوان، فیلم کمدی برای کودکان به نام Chillar Party بود که ۳ جایزه ملی را کسب کرد، جایزه برای بهترین فیلم کودکان، بهترین فیلم نامه غیر اقتباسی و جایزه Child Artist.
سلمان خان در ژانویه ۲۰۱۲، پیشنهاد پرداخت مبلغ ۴ میلیون روپیه (۷۲۸۰۰ دلار آمریکا) را برای آزاد کردن حدود ۴۰۰ زندانی از ۶۳ زندان در ایالت Uttar Pradesh از طریق NGO خود را داد. زندانیان، دوره زندان را تمام کرده بودند اما به دلایل اقتصادی توانایی پرداخت جریمه قانونی برای اتهامات خود را نداشتند.

## تبلیغات نام تجاری
سلمان خان خیلی قبل‌تر از این که وارد صنعت فیلم و سینما شود، وقتی برای دوچرخه‌های Hero Honda و پیراهن‌های Double Bull تبلیغ می‌کرد به عنوان یک نام تجاری شناخته می‌شد. او حتی پس از این که یک سوپراستار شود، هرگز علاقه‌ای در تبلیغ خودش به عنوان یک نام تجاری نشان نداد اما در سال ۲۰۰۲ قراردادی با Thums Up امضاء کرد و تا زمان اتمام قرارداد، همکاریش را ادامه داد. بعداً آکشی کومار جانشین سلمان خان شد.
او سپس سفیر نام تجاری نوشابه غیر الکلی به نام Mountain Dew شد که قراردادش با این برند در ماه دسامبر ۲۰۱۰ خاتمه یافت و او حالا دوباره Thums Up را تبلیغ می‌کند. او همچنین سفیر نام تجاری برای وب سایت مسافرتی Yatra.com شده که او را تبدیل به یک سهامدار کرد. او همچنین چهره تبلیغاتی History Channel و نام تجاری جدید برای موتور سیکلت‌های Suzuki است، او قبلاً قراردادی با Red Tape Shoes امضاء کرد و اکنون در حال امضای قراردادی با Relaxo Hawaii است. سلمان خان همچنین سفیر نام تجاری یک برند مواد پاک‌کننده به نام Wheel است. او همچنین برای تبلیغ Chlormint نام تجاری یک آدامس، همراه با برادرش Sohail Khan ظاهر شده است. این بازیگر علاوه بر نام تجاری Dixcy Scott و تبلت BlackBerry Playbook برای نام تجاری جواهرات Sangini نیز تبلیغ کرده است. بیسکوئیت «تایگر» تازه‌ترین قرارداد سلمان است. او همچنین چهره تبلیغاتی Revital در Yuvraj Singh شده است. او به غیر از این نام‌های تجاری، تبلیغاتRotomac Pen و SF Sonic Batteries (باتری صوتی) را بر عهده دارد. او هم‌اکنون دارنده چندین کمپانی خیریه به نام‌های:Being Human و Salman Khan Films وBeing Strong است تمامی حقوق این کمپانی‌ها صرف امور خیریه می‌شود.